# 安娜·卡蜜拉·皮雷利
安娜·卡蜜拉·皮雷利（西班牙語：Ana Camila Donatella Pirelli Cubas，1989年1月30日—）是一位巴拉圭的職業田徑運動員，以七項全能作為主要競賽項目。目前她以5733分的個人最佳積分成為該項目的巴拉圭全國紀錄保持者。此外，皮雷利也在100米跨欄、鉛球、室內女子五項全能等田徑項目之全國紀錄保持者。
皮雷利曾於2013年南美錦標賽當中獲得七項全能女子項目的銀牌, 並於2013年的玻利瓦爾運動會與2014年南美運動會等兩場國際賽事中打破過去的大會紀錄且獲得金牌。皮雷利現今隸屬於巴拉圭馬拉松俱樂部，並參加由巴拉圭田徑聯盟所舉辦的大型賽事。
皮雷利以女性運動員的身分發聲，提倡人們關注氣候變遷所造成的影響；而她描述自己的成長過程中充滿自然及野生動物所圍繞的環境，且親眼見證氣候變化的影響，促成她積極向社會大眾主動宣導環保議題之重要性。於2023年11月，她因運動領域的成就以及氣候變遷相關議題的活躍，而被BBC選入該年百大影響力女性名單當中。

## 早期經歷

### 成長背景
皮雷利出生於巴拉圭首都亞松森，成長於阿約拉斯市。在家庭成員當中，她的父親Juan Carlos Pirelli曾是一位職籃選手，母親Magdalena Cubas則曾經在國家大學聯賽的女性五項全能競賽中獲勝。
幼年時期，她與哥哥一同參加本地的少年運動俱樂部西班牙語：，並嘗試手球、網球等運動。她在十歲時獲得兒童花式溜冰競賽的分組全國冠軍；爾後嘗試游泳，並代表巴拉圭參與在一場2005年於智利舉行的國際游泳賽事，打破了50公尺自由式項目的U18國內紀錄 
2006年時, 皮雷利在200公尺短跑項目中以25.51秒的成績創下當時巴拉圭的國內紀錄，且於隨後舉行的2006年南美洲青年田徑錦標賽的七項全能項目中獲得金牌。

### 職業運動生涯
皮雷利在首次以職業運動員身份參加的國際賽事，為2008年舉行的泛美洲運動綜合錦標賽；她以4940分的積分獲得總排名12位的成績。
而升上大學就讀後，她決定專攻運動科學，並獲得獎學金前往位在美國奧克拉荷馬州的奧勒羅伯茲大學就讀。2009年的賽季中，她的最佳紀錄發生在2009年南美田徑錦標賽當中七項全能項目第五名的成績
2010年，皮雷利首次在U-23南美田徑錦標賽的七項全能當中打破全國紀錄，以5118分的成績獲得該項目之銅牌。2012年，她順利地自奧勒羅伯茲大學獲得生物學位

### 國際賽事紀錄
在2013年賽季當中，皮雷利連續打破多項紀錄，創下巴拉圭運動史上最為優秀的成績之一; 一年之內的不同賽事中她連續打破了200公尺項目的國內紀錄（24.64秒）, 400公尺的56.94秒、以及室內800公尺的2分20.44秒、100公尺障礙的13.70秒、室內長跳 (5.67M）等成績；在2013年末舉行的玻利瓦爾運動會田徑賽事中，她以5733分之成績同時打破了國家及大會紀錄，並成功獲得七項全能金牌。2014年的南美田徑錦標賽當中，皮雷利以5669分所獲得的金牌使她成為賽事中首位來自巴拉圭而獲得金牌的女性選手。
而後在2018年於祕魯舉辦的的伊比利美洲運動大會（Ibero-American Games）中，皮雷利再次以5879分的成績獲得七項全能項目之金牌。

## 個人最佳成績
室外項目：
- 200公尺 – 24.39秒 (wind: -0.1 m/s) –  麥德林- 2016年4月 NR
- 800公尺 – 2:13.65  –  Rio de Janeiro - 2016年5月
- 100公尺跨欄 – 13.40 sec  (wind: +1.7 m/s) –  麥德林 - 2016年4月 NR
- 跳高 – 1.68 m –  渥太華 - 2013年6月 NR
- 跳遠 – 5.69 m  (wind: -0.8 m/s) –  卡塔赫納- 2013年6月
- 鉛球 – 14.36 m –  聖地牙哥- 2013年4月NR
- 擲標槍 – 48.75 m –  奧斯汀- 2012年5月
- 七項全能 – 5907 pts –  利馬- 2019年8月 NR

室內項目：
- 800公尺– 2:20.44 –  林茨 - 2013年2月NR
- 60公尺跨欄 – 8.79秒 –  林茨 - 2013年2月 NR
- 跳高– 1.63 m –  林茨 -2013年2月 NR
- 跳遠– 5.67 m –  林茨 -2013年2月  NR
- 鉛球 – 13.70 m –  勞倫斯 -2012年1月 NR
- 女子五項全能（英语：Women's pentathlon） – 4032 pts – 林茨 -2013年2月 NR

個別項目：
- 室內200公尺 – 27.09秒 –  喬普林 (密蘇里州) -2009年2月NR
- 室外400公尺 – 56.62秒 –  亞松森 -2019年3月NR

個人紀錄資訊參照自 Tilastopaja和IAAF